# Baphia macrocalyx
Baphia macrocalyx är en ärtväxtart som beskrevs av Hermann August Theodor Harms. Baphia macrocalyx ingår i släktet Baphia och familjen ärtväxter. IUCN kategoriserar arten globalt som sårbar. Inga underarter finns listade i Catalogue of Life.